# Liste des kaiju opposés à Gamera
 (décembre 2015).
Ceci est une liste des kaiju opposés à Gamera.

## Gyaos
Gyaos est un kaiju qui apparait en premier lieu en 1967 dans le film Gamera contre Gyaos (Daikaijū Kuchu Kessan: Gamera tai Giyaosu).
Liste des apparitions de Gyaos
- 1967 : Gamera contre Gyaos (Daikaijū Kuchu Kessan: Gamera tai Giyaosu), de Noriaki Yuasa
- 1980 : Gamerak
- 1995 : Gamera : Gardien de l'Univers (Gamera: Daikaijū Kuchu Kessen), de Shūsuke Kaneko
- 1999 : Gamera 3: The Revenge of Iris (Gamera Surī Jyashin Irisu Kakusei), de Shūsuke Kaneko
- 2006 : Gamera: The Brave (Chīsaki Yūsha Tachi ～Gamera), de Ryuta Tasaki

## Jiger
Jiger est un kaiju apparu en 1970 dans le film Gamera contre Jiger.
Liste des apparitions de Jiger
- 1970 : Gamera contre Jiger
- 1980 : Gamerak

## Zigra
Zigra est un kaiju qui apparait en premier lieu en 1971 dans le film Gamera contre Zigra.
Liste des apparitions de Zigra
- 1971 : Gamera contre Zigra
- 1980 : Gamerak

## Barugon
Barugon est un kaiju qui apparait en premier lieu en 1966 dans le film Gamera contre Barugon.
Liste des apparitions de Barugon
- 1966 : Gamera contre Barugon
- 1980 : Gamerak

## Guiron
Guiron est un kaiju qui apparait en premier lieu en 1969 dans le film Gamera contre Guiron.
Liste des apparitions de Guiron
- 1969 : Gamera contre Guiron
- 1980 : Gamerak

## Viras
Viras est un kaiju apparu en 1968 dans le film Gamera contre Viras.
Liste des apparitions de Viras
- 1968 : Gamera contre Viras
- 1980 : Gamerak